# Carlos Walter Galán Barry
Carlos Walter Galán Barry (* 31. Mai 1925 in Nueve de Julio; † 25. Januar 2003 in La Plata) war Erzbischof von La Plata.

## Leben
Carlos Galán wollte ursprünglich Mediziner werden und hatte bereits ein entsprechendes Studium begonnen, ehe er sich ins Priesterseminar einschrieb. Er empfing am 19. September 1953 die Priesterweihe. Nach der Priesterweihe wirkte er zunächst als Gemeindepfarrer. 1966 wurde er Generalsekretär der argentinischen Bischofskonferenz, was er bis 1983 blieb.
Papst Johannes Paul II. ernannte ihn am 11. Februar 1981 zum Weihbischof in Morón und Titularbischof von Cediae. Der Erzbischof von Córdoba, Raúl Francisco Kardinal Primatesta, weihte ihn am 25. März desselben Jahres zum Bischof; Mitkonsekratoren waren Justo Oscar Laguna, Bischof von Morón, und Jorge Carlos Carreras, Bischof von San Justo.
Am 8. Mai 1991 wurde er zum Erzbischof von La Plata ernannt und am 27. Juli desselben Jahres ins Amt eingeführt. Am 12. Juni 2000 nahm Johannes Paul II. seinen altersbedingten Rücktritt an.